# Alpha Delta Phi
Alpha Delta Phi (ΑΔΦ) est la quatrième fraternité étudiante grecque la plus ancienne des États-Unis. Elle fut fondée en 1832 par Samuel Eells à l'Hamilton College de Clinton (New York). Theodore Roosevelt et Franklin Delano Roosevelt en furent membres.
Aujourd'hui le nom renvoie à la fois à une fraternité masculine fondée en 1832 par Samuel Eells au Hamilton College de Clinton, New York  et à la Alpha Delta Phi Society,  qui se détacha de la fraternité en 1992 et qui permit des chapitres mixtes. La Fraternité et la Société sont issues de la vision de Eells pour une « société littéraire », bien que l'accent académique initial d'Alpha Delta Phi soit préservé à des degrés divers par des chapitres particuliers.

## Symboles
- couleurs : Émeraude Perle
- fleur : muguet